# Declínio dos jornais

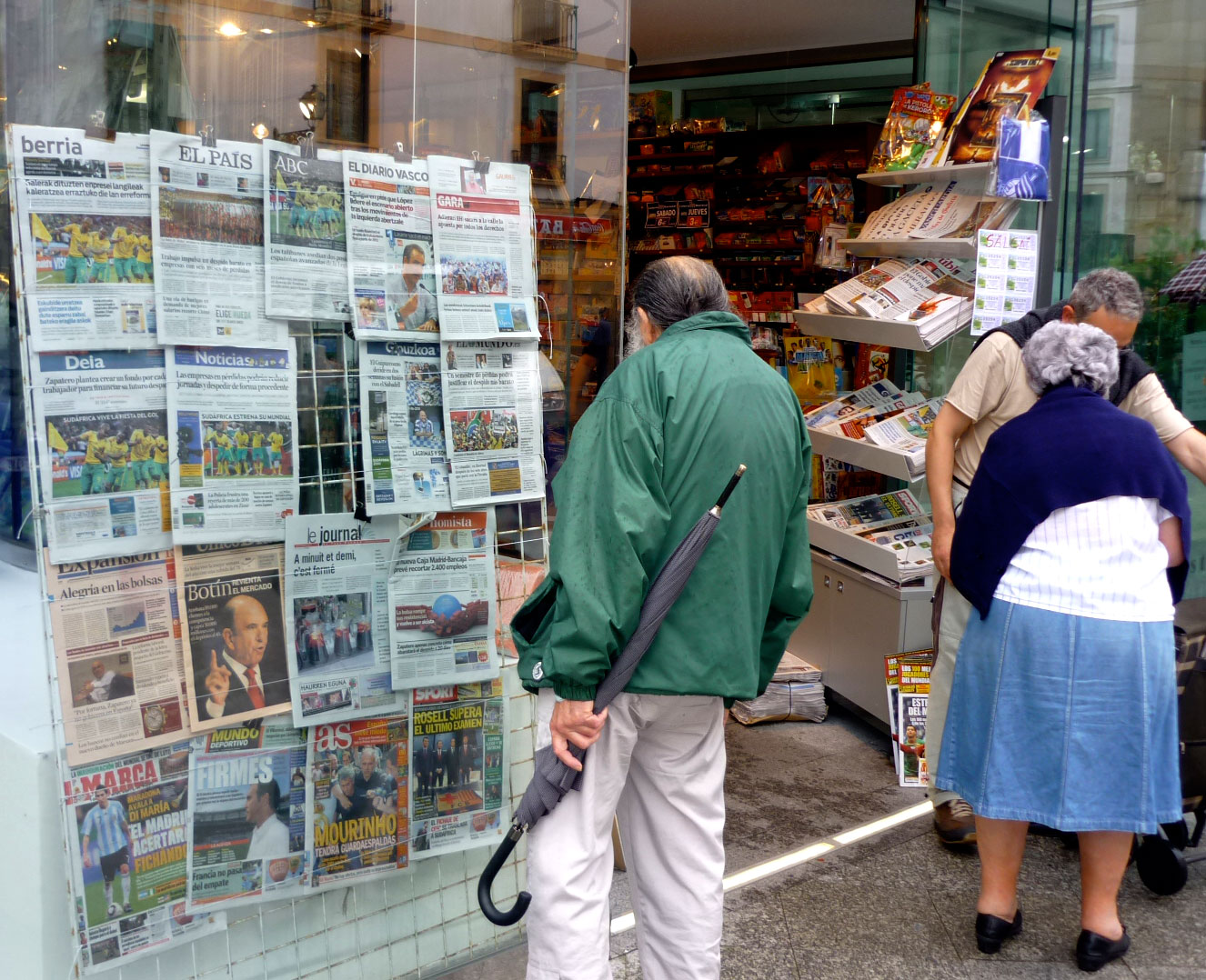
Jornais de papel à venda em San Sebastián (Donostia), Espanha

O declínio dos jornais é um fenómeno a nível mundial que refere-se à queda na circulação e nas vendas de de jornais e também dos impressos da imprensa escrita em geral, como as revistas. Isto foi ocorrendo na maioria dos países do mundo e não se atribui a apenas uma justificativa, ainda que sim se relaciona diretamente como uma das consequências da revolução digital, em maior medida com a massificação das redes sociais em Internet, que tem um papel protagónico na difusão da informação atualmente, contribuindo também uma distribuição mais ampla do conteúdo dentro da denominada sociedade da informação.

## Motivos
A indústria dos jornais tem sido cíclica durante sua história, obedecendo a diferentes momentos, financeiramente e politicamente. Com a massificação da rádio a começos do século XX , ao existir uma nova alternativa, a imprensa escrita teve uma baixa na circulação de edições, mas conseguiu coexistir sem maiores dificuldades. A mesma situação aconteceu a partir dos anos 1950 com o aparecimento da televisão como um meio de comunicação, não conseguiu derrubar a alta circulação de jornais no mundo. Com o aparecimento de Internet e a massificação do seu uso, houve uma série de mudanças na forma em que as pessoas acessam à informação. Um dos impactos diretos na venda de jornais foi a queda do uso dos anúncios classificados impressos sobre lugares. Sites especializados nessas necessidades, que demonstraram ser mais eficientes. Já em alguns países, no início dos anos 2000 houve drásticas quedas nas vendas e inclusive fechamentos de jornais dedicados exclusivamente a isto.
Outras razões foram apontar os proprietários dos jornais como parte da mais alta circulação com a classe dominante de um país em particular, conhecido com o anglicismo de establishment, o que pode produzir sentimentos de desconfiança e receio por parte de setores opositores a seus governos, ativistas em favor da liberdade de imprensa, antimonopolistas contra o controle de meios e a favor do pluralismo editorial, o que a sua vez também se encontra diretamente relacionado com a concentração da propriedade dos meios de comunicação, sejam estes controlados pelo governo ou privados.

## Estratégias para se manterem ativos

### Digitalização
Em muitos casos, empresas de jornais têm suspendido a circulação dos jornais de papel e transformaram-se completamente em jornais digitais, argumentando principalmente razões económicas, ainda que também meio ambientais, como os impactos do papel neste aspecto. Enquanto alguns jornais digitais mantêm-se gratutitos para seus leitores, outros mediante os "muros de pagamento", limitam ou restringem seu conteúdo publicado a um registro com assinatura, onde os utentes podem pagar por uma assinatura por um prazo determinado (mensal, trimestral, semestral, anual, etc). Há jornais que permitem um número de artigos gratuitos por mês, prévio registro, mantendo assim uma audiência cativa.
Como parte deste processo de digitalização, os jornais têm tido que se adaptar também às redes sociais da Internet, se criar páginas ou contas  para que sejam lidos nessas plataformas. Por exemplo, o titular de uma notícia é subido como uma pré-visualização de uma link no Facebook, e com uma imagem para o Instagram ou como um tuit para o Twitter, acrescentando  também em ambos casos um link url para acessar o artigo completo no site do meio.

### Gratuidade para os leitores
Estudos sobre meios de comunicação têm demonstrado que os leitores de notícias estão a cada vez menos dispostos a ter que pagar por receber informação. Isto também tem tido um impacto nos jornais, quem em alguns casos têm tido que reduzir consideravelmente seus preços de venda por edição e assinaturas, bem como também se voltar jornais de distribuição gratuita, assegurando desta maneira um maior número de leitores, ainda que na maioria dos casos para bancar as despesas, os jornais contêm maior publicidade que num jornal de assinatura. Não obstante, também tem ficado demonstrado que os leitores estão dispostos a pagar por uma edição ou uma assinatura a mudança de não receber publicidade ou muito pouca.

### Especialização
Ao contrário da situação da imprensa generalista, os leitores têm demonstrado um maior interesse em ler e pagar por assinaturas a meios especializados em temas específicos, valorizando assim o trabalho jornalístico que há por trás das publicações, com informação bem mais detalhada e uma maior cobertura de um tema em particular.

### Situação contra desinformação
A difusão de conteúdo impreciso, falso ou deliberadamente mal intencionado pelas redes sociais e trouxe consigo a popularizaçãode conceitos como a desinformação  e trolls de Internet, como as notícias falsas. Os meios de comunicação de todo o tipo têm apelado a sua própria história, tradição, prestígio ou reputação para considerar-se como meios legítimos e com um jornalismo confiável.

## Consequências
A drástica diminuição de leitores de jornais de notícias tem trazido consigo uma série de repercussões, as quais têm sido objeto de estudo e análise sobretudo em assuntos de vinculação dos cidadãos na política, onde em alguns casos se pôde correlacionar com a baixa na participação e vinculação na participação cidadã nas democracias, particularmente com o fechamento de jornais locais. Do mesmo modo pôde-se estabelecer que os climas de polarización na política são favorecidos com menores leitores de imprensa local, regional e nacional de um país determinado.